# Vindula auricoma
Vindula auricoma är en fjärilsart som beskrevs av Hans Fruhstorfer 1912. Vindula auricoma ingår i släktet Vindula och familjen praktfjärilar. Inga underarter finns listade i Catalogue of Life.